# Anolis barbatus
Anolis barbatus este o specie de șopârle din genul Anolis, familia Polychrotidae, descrisă de Orlando H. Garrido în anul 1982. Conform Catalogue of Life specia Anolis barbatus nu are subspecii cunoscute.